# Kevin Wohlrath
Kevin Eduardo Wohlrath (* 15. Februar 1995) ist ein deutscher Basketballspieler. Zuletzt zählte er zum Aufgebot von Brose Bamberg.

## Spielerlaufbahn
Wohlrath durchlief die Nachwuchsabteilung von Alba Berlin, 2014 wurde er mit der U19-Mannschaft der Hauptstädter deutscher Meister. Er stand im erweiterten Bundesliga-Kader Berlins, kam aber lediglich zu einem Kurzeinsatz in der höchsten deutschen Spielklasse (im Oktober 2014 gegen die BG Göttingen) und sammelte vornehmlich Erfahrung in der zweiten Herrenmannschaft in der Regionalliga. In der Saison 2016/17 wurde ihm zusätzlich eine „Doppellizenz“ ausgestellt, dank der er für SSV Lokomotive Bernau in der 2. Bundesliga ProB auflaufen konnte.
In der Sommerpause 2017 wechselte Wohlrath zur Baskets Akademie Weser-Ems/Oldenburger TB in die ProB und wurde darüber hinaus in den erweiterten Kader des Bundesligisten EWE Baskets Oldenburg aufgenommen. Im Sommer 2018 unterschrieb er einen Vertrag beim Zweitligisten VfL Kirchheim Knights. Mit der Verpflichtung durch Medi Bayreuth in der Sommerpause 2021 gelang Wohlrath der Sprung in die Bundesliga. In 28 Bundesliga-Einsätzen für die Oberfranken brachte es der Flügelspieler auf einen Mittelwert von 4 Punkten. Innerhalb dieser Spielklasse wechselte er 2022 zu Brose Bamberg. 2025 verließ er die Bamberger nach drei Jahren.